# Штепенко, Александр Павлович
Александр Павлович Штепенко (10 октября 1904, Великомихайловка, Екатеринославская губерния — 15 января 1972, Москва) — штурман эскадрильи 746-го авиационного полка 3-й авиационной дивизии авиации дальнего действия, майор. Герой Советского Союза.

## Биография
Родился 10 октября 1904 года в деревне Великомихайловка ныне Покровского района Днепропетровской области Украины в крестьянской семье. Украинец. Окончил 7 классов. Вместе с отцом работал кровельщиком высотных сооружений. Оба были знатными работниками по перекрытию колоколен и пользовались большой известностью не только на Днепропетровщине, но и в соседних прилегающих районах других украинских областей.
В Военно-Морском Флоте с 1926 года. В 1927 году окончил электроминную школу по специальности «радист». До 1933 года служил в авиачасти в Севастополе. Затем жил в Москве, работал в научно-исследовательском институте проблем Севера, часто летая на арктических трассах. За освоение Севера награждён двумя трудовыми наградами.
В 1939 году окончил Курсы высшей подготовки штурманов при Военно-воздушной инженерной академии.
Участник советско-финской войны 1939-40 годов. Совершил 15 вылетов на бомбардировку военных объектов противника, за что был награждён орденом Красного Знамени. Член ВКП(б) с 1941 года.
На фронтах Великой Отечественной войны с июля 1941 года. Служил в авиации дальнего действия.
В августе 1941 года в экипаже командира авиагруппы М. В. Водопьянова Штепенко был флаг-штурманом одного из налётов советских бомбардировщиков на Берлин и, стартовав с фронтового аэродрома, точно вывел группу на фашистскую столицу, первым нанеся удар по её военным объектам.

Могила Штепенко на Введенском кладбище Москвы

В одном из боевых вылетов осенью 1941 года Штепенко совершил уникальный штурманский подвиг. Он умудрился при сильном боковом ветре положить 10 бомб точно по длине движущегося эшелона с боеприпасами. Такой гроссмейстерской точности не добивался больше никто.
Штурман эскадрильи 746-го авиаполка дальнего действия капитан Штепенко А. П. к концу апреля 1942 года совершил 28 боевых вылетов на бомбардировку военно-промышленных объектов в глубоком тылу противника, в том числе столицы гитлеровской Германии Берлина и Кёнигсберга.
В мае 1942 года капитан Александр Штепенко в качестве штурмана экипажа на бомбардировщике «ТБ-7» участвовал в выполнении правительственного задания по доставке советской делегации во главе с министром иностранных дел СССР В. М. Молотовым в США рискованным маршрутом через Германию, Северное море, Атлантику, с промежуточными посадками в Шотландии, Исландии и Канаде.
Возвращение из Америки оказалось ещё труднее. Между Ньюфаундлендом и Гренландией самолёт попал в сложную метеорологическую обстановку. Началось его обледенение, пропала связь с внешним миром. Самолёт пробивался вслепую. Но навигационный «бог» А. П. Штепенко ни разу не уклонился от правильного курса. 12 июня 1942 года уникальная историческая миссия благополучно завершилась на центральном аэродроме Москвы.
Указом Президиума Верховного Совета СССР «О присвоении звания Героя Советского Союза начальствующему составу Военно-воздушных сил Красной Армии» от 20 июня 1942 года за «отвагу и геройство, проявленные при выполнении задания правительства по осуществлению дальнего ответственного перелёта» удостоен звания Героя Советского Союза с вручением ордена Ленина и медали «Золотая Звезда».
До победного, 1945 года, штурман 3-й бомбардировочной авиационной дивизии дальнего действия А. П. Штепенко продолжал свою боевую работу, которая закончилась только после капитуляции врага.
После войны отважный лётчик продолжал службу в ВВС СССР. С 1955 года полковник Штепенко А. П. — в запасе. Жил в городе-герое Москве. Скончался 15 января 1972 года. Похоронен на Введенском кладбище (29 уч.).
Награждён тремя орденами Ленина, тремя орденами Красного Знамени, орденами Александра Невского, Отечественной войны 1-й степени, Трудового Красного Знамени, Красной Звезды, медалью «За трудовое отличие», другими медалями.
На родине Героя — в Великомихайловке, его именем названа улица, а на фасаде здания школы установлена мемориальная доска.